# Lundwood
Lundwood – wieś w Anglii, w hrabstwie ceremonialnym South Yorkshire, w dystrykcie metropolitalnym Barnsley. Leży 19 km na północ od miasta Sheffield i 244 km na północ od Londynu.